# Christopher Cazenove
Christopher de Lerisson Cazenove (ur. 17 grudnia 1943 w Winchesterze, zm. 7 kwietnia 2010 w Londynie) – brytyjski aktor filmowy, telewizyjny i teatralny.

## Życiorys

### Wczesne lata
Urodził się w Winchesterze w hrabstwie Hampshire w zamożnej rodzinie jako syn Elizabeth Laura (z domu Gurney, 1914–1994) i brygadiera Arnolda de Lérissona Cazenove (1898–1969), który był oficerem British Army podczas I wojny światowej i II wojnej światowej. Wychował się z młodszym bratem Robertem Lérisson Cazenove (ur. 1946) oraz siostrami – Isabel i Cecilią Anne. Uczęszczał do Dragon School w Oksfordzie, Eton College w Eton i College of the Venerable Bede przy Durham University.
Kiedy został odrzucony jako kandydat na oficera floty, postanowił zostać aktorem. Po ukończeniu szkoły teatralnej Bristol Old Vic Theatre School w Bristol, w 1969 przeprowadził się do dzielnicy Battersea – w południowo-zachodniej części Londynu.

### Kariera
Występował w Teatrze Phoenix w Leicester (m.in. w spektaklu szekspirowskim Poskromienie złośnicy jako Lucentio) oraz Teatrze Library w Colchesterze, a także na Festiwalu Teatralnym w Pitlochry, gdzie zagrał m.in. szekspirowskiego Hamleta.
Na wielkim ekranie debiutował niewielką rolą sługi Antoniusza w ekranizacji dramatu historycznego Williama Szekspira Juliusz Cezar (Julius Caesar, 1970) u boku Charltona Hestona w roli tytułowej i Richarda Chamberlaina jako Oktawiusza Cezara. Grywał często brytyjskich arystokratów w serialach BBC, m.in. Rząd (The Regiment, 1972–1973), Księżna ulicy Duke (The Duchess of Duke Street, 1976–1977) w roli Charlie Tyrrella i Sędzia John Deed (Judge John Deed, 2001–2006). W jednym z odcinków dokumentalnego serialu muzycznego BBC Omnibus (1973) pt. „The British Hero” wcielił się w różnych fikcyjnych bohaterów pochodzących z Wielkiej Brytanii – Richarda Hannaya, Bulldoga Drummonda i Jamesa Bonda.
Trafił do obsady opery mydlanej ABC Dynastia (1986–1987) jako Ben Carrington, podstępny, młodszy brat Blake’a Carringtona.
Wystąpił też w komedii Trzech mężczyzn i mała dama (3 Men and a Little Lady, 1990) i Obłędny rycerz (A Knight’s Tale, 2001) jako ojciec Williama Thatchera (Heath Ledger).

## Życie prywatne
12 września 1973 ożenił się z aktorką Angharad Rees (ur. 1949), z którą miał dwóch synów – Linforda Jamesa (ur. 20 lipca 1974, zm. 10 września 1999) i Rhysa Williama (ur. w grudniu 1976). Linford zginął tragicznie mając 25 lat w wypadku samochodowym w 1999 w Esseksie, gdy wracał na University of Cambridge, aby obronić tytuł magistra filozofii.
Małżeństwo aktorów dobiegło końca i w roku 1994 rozwiedli się.
Cazenove spotykał się z Terri Garber (1987), która w serialu Dynastia grała jego córkę Leslie.
Od roku 2003 aż do swojej śmierci był związany z Isabel Davis.

### Śmierć
Zmarł 7 kwietnia 2010 w St. Thomas’ Hospital w Londynie w wieku 66 lat, przegrawszy walkę z posocznicą, 6 dni po śmierci Johna Forsythe’a, który w Dynastii grał jego starszego brata.

## Filmografia

### Filmy
- 2006: Aleksander Wielki z Macedonii (Alexander the Great From Macedonia) jako Aristotle
- 2001: Szczęście nowicjusza (Beginner’s Luck) jako Andrew Fontaine
- 2001: Obłędny rycerz (A Knight’s Tale) jako John Thatcher
- 2000: Zanieczyszczany Człowiek (The Contaminated Man) jako prezydent Clarion
- 1998: Biegnący cień (Shadow Run) jako Melchior
- 1996: Dziedzictwo (The Proprietor) jako Elliott Spencer
- 1992: Żelazny Orzeł 3 – Asy (Aces: Iron Eagle III) jako Palmer
- 1990: Trzech mężczyzn i mała dama (3 Men and a Little Lady) jako Edward
- 1989: Pamiątka (Souvenir) jako William Root
- 1988: Ślepa sprawiedliwość (Blind Justice)
- 1986: Psychopata (The Fantasist) jako inspektor McMyler
- 1985: Ostatni taniec Maty Hari (Mata Hari) jako Karl von Bayerling
- 1984: Do września (Until September) jako Philip
- 1983: Upał i kurz (Heat and Dust) jako Douglas Rivers
- 1982: Wyspa Skarbu (Treasure Island) jako kapitan Smollett
- 1981: Z dalekiego kraju (From a Far Country) jako Tadek
- 1981: Igła (Eye of the Needle) jako David
- 1979: Świt Zulu (Zulu Dawn) jako porucznik Coghill
- 1978: Dziewczynka w błękicie (La Petite fille en velours bleu) jako Baby
- 1977: Wschód słoniowej skały (East of Elephant Rock) jako Robert Proudfoot
- 1975: Fałszywy król (Royal Flash) jako Hansen
- 1970: Dziewczyna inna niż wszystkie (There’s a Girl in My Soup) jako Nigel
- 1970: Juliusz Cezar (Julius Caesar) jako sługa Antoniusza

### Filmy TV
- 2004: Muszkieterka (La Femme Musketeer) jako Atos
- 2002: Wojna w Johnson County (Johnson County War) jako lord Peter
- 2001: Uniesienie (Trance) jako Jerome
- 1996: Domowa piosenka (Home Song) jako Grandpa Gardner
- 1996: Przeklęta wyspa (Dead Man’s Island) jako Milo
- 1995: Droga do śmierci (The Way to Dusty Death) jako Paul Vincennes
- 1993: Być najlepszą (To Be the Best) jako Jonathan Ainsley
- 1989: Pani i mężczyzna gaduła (The Lady and the Highwayman) jako Rudolph Vyne
- 1988: Wiatraki bogów (Windmills of the Gods) jako dr Desforges
- 1988: Cienie miłości: Człowiek, który bronił cieplarnię (Shades of Love: The Man Who Guards the Greenhouse) jako Jeff Green
- 1988: Łzy w deszczu (Tears in the Rain) jako Michael Bredon
- 1985: Prywatna wojna Jenny (Jenny’s War) jako kapitan Preston
- 1985: Lace II jako Raleigh
- 1982: List (The Letter) jako oficer Withers

### Seriale TV
- 2005: Dalziel i Pascoe (Dalziel and Pascoe) jako Guy Latimer
- 2004: Czarodziejki (Charmed) jako Thrask
- 2002: Zabawa przy pogrzebie Parlour (Fun at the Funeral Parlour) jako Urquart Sav
- 2001–2006: Sędzia John Deed (Judge John Deed) jako Row Colemone
- 1997: Nash Bridges jako Nigel Poole
- 1996: Opowieści z krypty (Tales from the Crypt) jako były mąż Sharon
- 1996: Dziwne (Strangers) jako Rob Denton
- 1989: Wspaniały romans (A Fine Romance) jako Michael Trent
- 1986-87: Dynastia (Dynasty) jako Benjamin Carrington
- 1986: Niewypłacalny dom tajemnic i niepewności (Hammer House of Mystery and Suspense) jako Frank Daly
- 1985: Kain i Abel (Kane & Abel) jako baron
- 1982: Godzina Agatha Christie (The Agatha Christie Hour) jako Jack Trent
- 1981: Lou Grant jako Peter Witter
- 1981: Mordercy pani (Lady Killers) jako Ronald True
- 1980: Niewypłacalny dom przerażenia (Hammer House of Horror) jako Tom
- 1976–1977: Księżna ulicy Duke (The Duchess of Duke Street) jako Charlie Tyrrell
- 1976: Wschodnia Lynne (East Lynne) jako sir Francis Levison
- 1974: Jennie: Lady Randolph Churchill jako George Cornwallis-West
- 1974: Dreszczowiec (Thriller) jako Sunny Garrick
- 1972–1973: Rząd (The Regiment) jako porucznik Richard Gaunt
- 1972–1973: Pionierzy (The Pathfinders) jako porucznik lotnictwa Doug Phillips
- 1971: Rywale Sherlocka Holmesa (The Rivals of Sherlock Holmes) jako Stringer